# Дежнёвка (село)
В Смидовичском районе Еврейской автономной области также есть станция Дежнёвка.
Дежнёвка — село в Смидовичском районе Еврейской автономной области России. Входит в состав Николаевского городского поселения.

## География
Село Дежнёвка стоит в долине реки Тунгуска, до правого берега около 5 км; вблизи автотрассы Чита — Хабаровск, рядом с селом проходит Транссибирская магистраль. С востока к селу примыкает село Ключевое.
Расстояние до административного центра Николаевского городского поселения посёлка городского типа Николаевка около 6 км (на восток по автотрассе Чита — Хабаровск), расстояние до районного центра посёлка городского типа Смидович около 69 км (на запад по автотрассе Чита — Хабаровск).

## Население
| 2002 | 2010 |
| ---- | ---- |
| 37   | ↗46  |

## Улицы
- пер. Линейный,
- ул. Центральная.

## Экономика
Жители занимаются сельским хозяйством. В окрестностях села находятся садоводческие общества хабаровчан.